# Bruce Ijirighwo
Bruce Ijirighwo (* 6. November 1949) ist ein ehemaliger nigerianischer Sprinter, der sich auf den 400-Meter-Lauf spezialisiert hatte.
Bei den Olympischen Spielen 1972 in München erreichte er über 400 m das Viertelfinale und schied in der 4-mal-400-Meter-Staffel im Vorlauf aus.
1974 wurde er bei den British Commonwealth Games in Christchurch mit der nigerianischen Mannschaft Siebter in der 4-mal-400-Meter-Staffel und scheiterte über 400 m im Vorlauf.
Seine persönliche Bestzeit über 440 Yards von 46,52 s (entspricht 46,26 s über 400 m) stellte er am 5. Juni 1975 in Provo auf.